# Ковалевка (Изюмский район)
Ковалевка (укр. Ковалівка), село,
Гавриловский сельский совет,
Изюмский район,
Харьковская область, Украина.
Код КОАТУУ — 6320481505. Население по переписи 2001 г. составляет 190 (90/100 м/ж) человек.

## Географическое положение
Село Ковалевка примыкает к селу Гавриловка, железнодорожная станция Гавриловка. Рядом с селом протекает пересыхающий ручей на котором есть запруда.

## История
В 1946 г. Указом ПВС УССР село Маргаритополь переименовано в Ковалевку.

## Экономика
- В селе есть молочно-товарная ферма.
- Больница.

## Достопримечательности
- Братская могила советских воинов.